# Salvador nemzetközi repülőtér
A Salvador nemzetközi repülőtér (portugál nyelven: Aeroporto Internacional de Salvador–Deputado Luís Eduardo Magalhães) egy nemzetközi repülőtér (IATA: SSA, ICAO: SBSV) Brazíliában, Salvador da Bahia közelében. Éves utasforgalma 6 504 908 fő (2022).

## Kifutópályák
A repülőtér futópályái:
- 10/28 (3003 m, 45 m, aszfalt)

## Forgalom
Az utasforgalom az elmúlt években az alábbi módon változott:
| Utasok száma | 2 962 756 | 3 494 271 | 4 142 214 | 5 418 381 | 8 020 106 | 9 283 331 | 9 088 177 | 7 642 058 | 3 900 000 | 6 504 908 |
|              | 2000      | 2002      | 2005      | 2007      | 2010      | 2012      | 2015      | 2017      | 2020      | 2022      |

## Légitársaságok és úticélok
2025-ben a Salvador nemzetközi repülőtérről az alábbi járatok indulnak (Utoljára frissítve: 2025-02-18):

### Személy
| Légitársaság            | Célállomások |
| ----------------------- | --- |
| Abaeté Aviação          | Barra Grande, Boipeba, Morro de São Paulo |
| Aerolíneas Argentinas   | Buenos Aires–Aeroparque Szezonális: Córdoba (AR) |
| Air Europa              | Madrid |
| Air France              | Párizs-Charles de Gaulle repülőtér |
| Azul Brazilian Airlines | Aracaju, Barreiras, Belo Horizonte–Confins, Campina Grande, Campinas, Goiânia, Guanambi, Ilhéus, Lençóis, Porto Seguro, Recife, Vitória da Conquista Szezonális: Brasília, Cuiabá, Foz do Iguaçu, Ribeirão Preto, Rio de Janeiro–Galeão                                                                                |
| Azul Conecta            | Belo Horizonte–Confins, Guanambi |
| Gol Linhas Aéreas       | Aracaju, Belo Horizonte–Confins, Buenos Aires–Aeroparque, Brasília, Campina Grande, Campinas, Curitiba, Fortaleza, Goiânia, João Pessoa, Maceió, Natal, Porto Seguro, Recife, Rio de Janeiro–Galeão, São Luís, São Paulo–Congonhas, São Paulo–Guarulhos, Vitória, Vitória da Conquista Szezonális: São José dos Campos |
| LATAM Brasil            | Brasília, Fortaleza, Rio de Janeiro–Galeão, São Paulo–Congonhas, São Paulo–Guarulhos |
| LOT                     | Szezonális charter: Varsó–Chopin |
| Sky Airline             | Buenos Aires–Ezeiza (kezdődik 2025 április 2-től), Montevideo, Santiago de Chile |
| TAP Air Portugal        | Lisszabon |

### Cargo
| Légitársaság        | Célállomások                                           |
| ------------------- | ------------------------------------------------------ |
| LATAM Cargo Brasil  | Campinas, Miami                                        |
| Sideral Air Cargo   | São Paulo–Guarulhos                                    |
| Total Linhas Aéreas | Belo Horizonte–Confins, Fortaleza, São Paulo–Guarulhos |